# Fontanillas (Gerona)
Fontanillas (en catalán y oficialmente Fontanilles) es un municipio y localidad española de la provincia de Gerona, en la comunidad autónoma de Cataluña. El término municipal, ubicado en la comarca del Bajo Ampurdán, tiene una población de 168 habitantes (INE 2024).

## Geografía

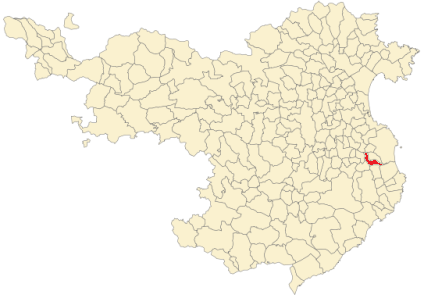
Situación de Fontanillas en la provincia de Gerona.

En el municipio, que tiene una superficie de 9 km², también está incluido el pueblo de Llabià que está al noroeste de Fontanillas. Limita al norte con Gualta y Torroella de Montgrí, al sur con Palau-sator y al oeste con Ullastret. El nombre oficial desde 1981 es Fontanilles.

## Historia
La primera documentación en que aparece el nombre de la población data del año 965.
Hacia mediados del siglo XIX, el lugar tenía contabilizada una población de 108 habitantes. Aparece descrito en el octavo volumen del Diccionario geográfico-estadístico-histórico de España y sus posesiones de Ultramar de Pascual Madoz de la siguiente manera:

FONTANILLAS: l. cab. del ayunt. que forma con Llaviá en la prov. y dióc. de Gerona (4 leg.), part. jud. de La Bisbal (2 horas), aud. terr. y c. g. de Barcelona (15 1/2): sit. en una altura; le combaten los vientos del N. en invierno, y del S. en verano; su clima es saludable, y las enfermedades comunes catarrales y fiebres biliosas. Tiene una igl. parr. (San Martin), servida por un cura de ingreso, y el cementerio contiguo á á ella. El térm. confina N. Gualta; E. Torroella y Pals; S. Palau y Fonlclara, y O. Ullastret. El terreno es todo de cultivo y de mediana calidad: le cruzan varios caminos locales. El correo lo reciben los interesados en la cab. del part. prod.: cereales, legumbres, uvas y otras frutas; cria ganado lanar y vacuno, y caza de conejos, liebres y codornices. comercio: esportacion de frutos sobrantes á los mercados de La Bisbal y Torroella. pobl.: 24 vec., 108 almas. cap. prod.: 3.243,200. imp.: 81,080.
(Madoz, 1847, p. 129)

## Demografía
Fontanillas cuenta con una población de 168 habitantes (INE 2024).
| Gráfica de evolución demográfica de Fontanillas entre 1842 y 2021 |
| |
| Población de derecho según los censos de población del INE Población de hecho según los censos de población del INEEntre el censo de 1857 y el anterior, crece el término del municipio porque incorpora a Llavia |

| 1497 | 1515 | 1553 | 1717 | 1787 | 1857 | 1877 | 1887 | 1900 |
| ---- | ---- | ---- | ---- | ---- | ---- | ---- | ---- | ---- |
| 35   | 16   | 30   | 193  | 179  | 236  | 234  | 238  | 223  |

| 1910 | 1920 | 1930 | 1940 | 1950 | 1960 | 1970 | 1981 | 1990 |
| ---- | ---- | ---- | ---- | ---- | ---- | ---- | ---- | ---- |
| 236  | 253  | 235  | 260  | 211  | 204  | 168  | 140  | 123  |

| 1992 | 1994 | 1996 | 1998 | 2000 | 2002 | 2004 | 2006 | — |
| ---- | ---- | ---- | ---- | ---- | ---- | ---- | ---- | - |
| 125  | 126  | 119  | 126  | 153  | 147  | 159  | 175  | — |

## Arquitectura

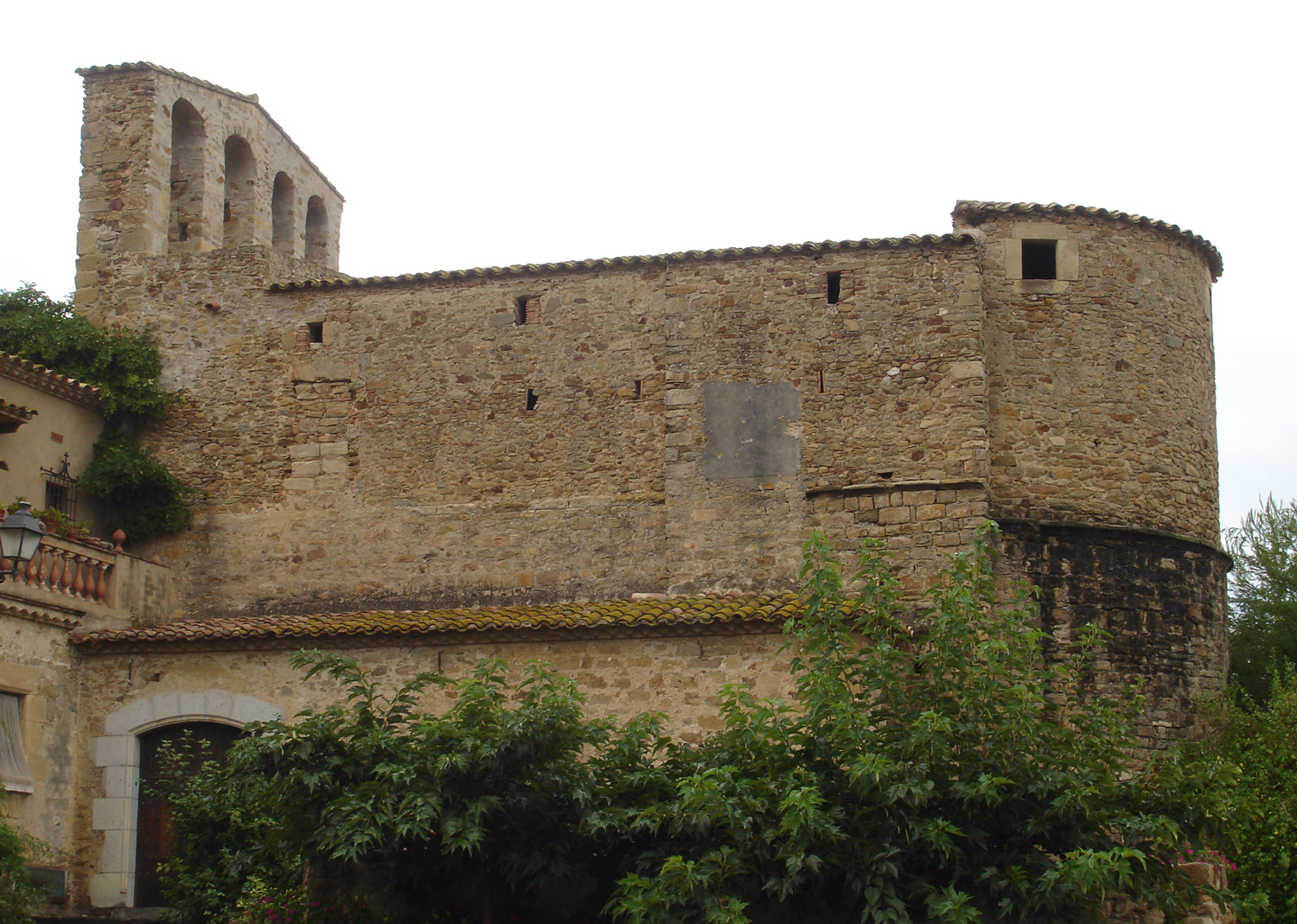
Iglesia de San Martín de Fontanillas

- Castillo de Fontanillas, del siglo XI.
- Iglesia de San Martín,[3] del siglo XII.